# Stromatiodes brunneus
Stromatiodes brunneus là một loài bọ cánh cứng trong họ Cerambycidae.